# Diogenes tirmiziae
Diogenes tirmiziae is een tienpotigensoort uit de familie van de Diogenidae. De wetenschappelijke naam van de soort is voor het eerst geldig gepubliceerd in 2003 door Siddiqui & McLaughlin.